# Poncelle
Poncelle is een plaatsje in de Belgische streek de Gaume in de Provincie Luxemburg in de gemeente Tintigny.

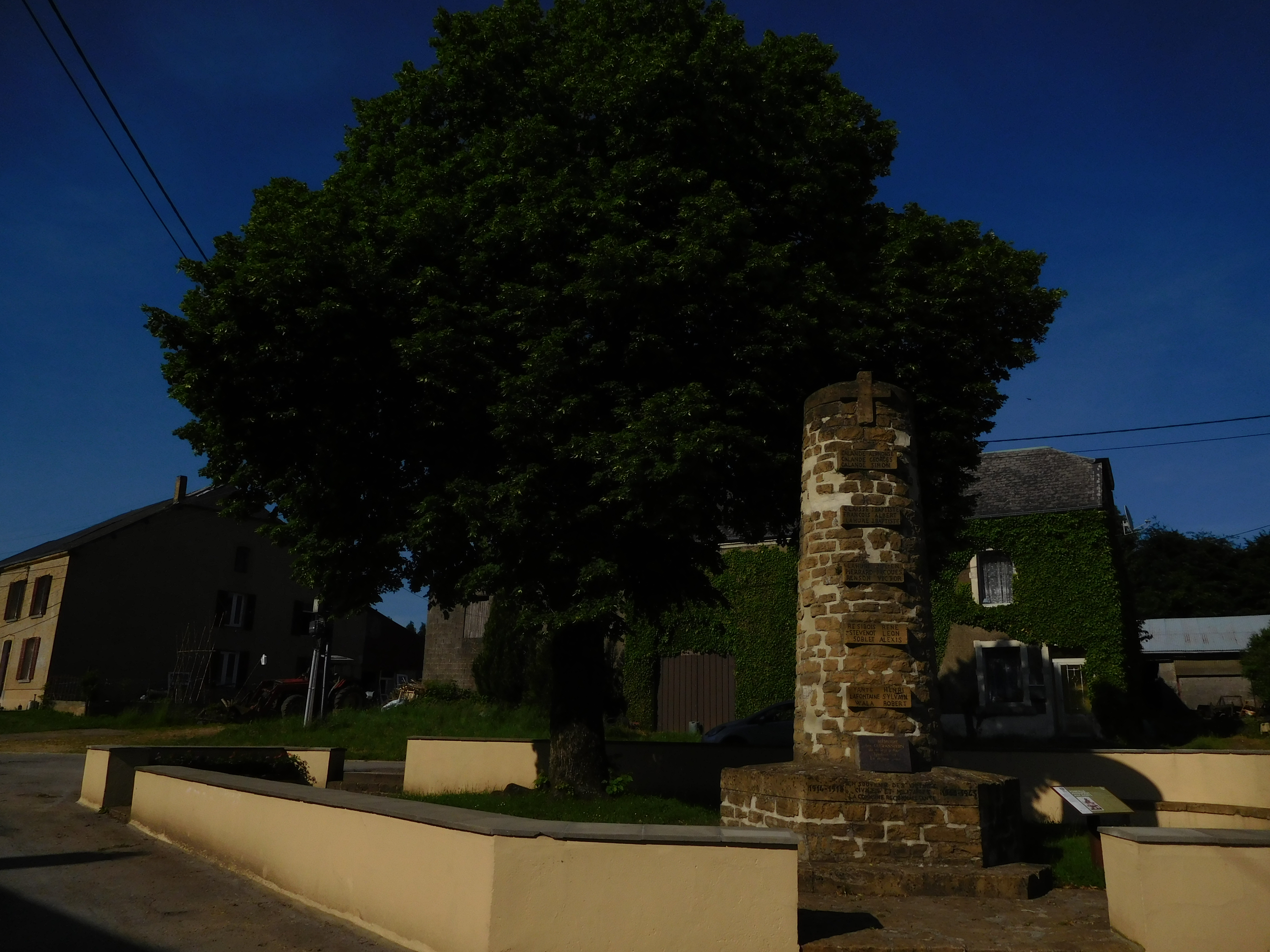
Oorlogsmonument te Poncelle

Deelgemeenten: Bellefontaine · Rossignol · Saint-Vincent · Tintigny

Overige dorpen: Ansart · Breuvanne · Han · Lahage · Poncelle

Belgische gemeenten · Arrondissement Virton · Luxemburg · Wallonië